# Банкнота

Китайська банкнота та матриця для її виготовлення 1287 року. Музей грошей Токіо.

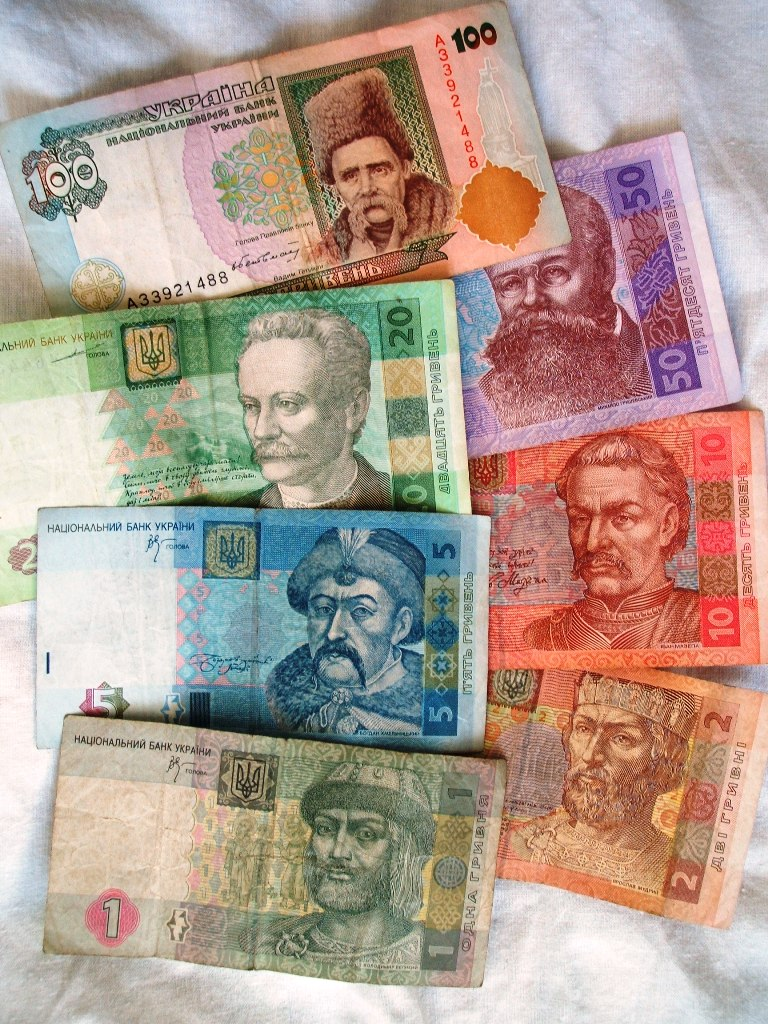
Українські банкноти різних номіналів

Банкно́та (від англ. banknote — «банківський білет»), банківський білет — грошовий знак, виготовлений з паперу або пластику, зазвичай прямокутної форми. Банкноти випускаються центральними банками держав і обов'язкові до прийому на всій їх території нарівні з монетами.
Банкноти являють собою кредитні знаки грошей чи безтермінові грошові зобов'язання емісійного банку.
Банкноти, грошові знаки, що їх випускають в обіг центральні емісійні банки, на даний час — основний вид паперових грошей.
Банкноти класифікуються починаючи з XIX століття за своїми особливостями на:
- класичні (розмінні) банкноти, що підлягають розміну на золото чи срібло, випуск яких дозволяється лише при умові наявності у емісійного банку металевого забезпечення (золотий запас банку);
- кредитні зобов'язання, облігації, що мали за деяким винятком силу законного платіжного засобу: чверть податків мала бути, наприклад у Пруссії в XIX столітті, виплачуватись у казначейських зобов'язаннях, замінених згодом на касові паперові гроші;
- зобов'язання позикової каси чи державні кредитні білети, що мали як державні кредитні гроші силу законного платіжного засобу лише щодо громадських кас. Їх розмін мав проводитись у майбутньому, або імперський банк повинен був викуповувати за готівкові гроші;
- звичайні паперові гроші, тобто грошові знаки з установленим державою примусовим курсом (законна платіжна спроможність), випущені нерозмінними на метал.

Банкноти до періоду світової економічної кризи 1929-33 років мали подвійне забезпечення — кредитне (комерційні векселі) та металеве (золотий запас емісійного банку), що робило їх найстійкішими по відношенню до паперових грошей. Закон обігу розмінних банкнот полягає у тому, що кількість їх у обігу дорівнює кількості золота, необхідного для обігу, а кожна банкнота має зазначений на ній золотий вміст. При вільному розміні надлишкові банкноти не залишались у обігу. Вони повертались у емісійний банк шляхом обміну їх на золото, не підпадаючи під знецінення порівняно із золотом.
Під час Першої світової війни розмін банкнот на золото у ряді країн був відмінений, а їхнім забезпеченням стали служити державні боргові зобов'язання. У результаті банкноти набули характеру паперових грошей. З часу світової економічної кризи (1929—1933) й по сьогодні випускаються лише нерозмінні банкноти, які служать джерелом для фінансування держави. Якщо кількість банкнот стає надлишковою, вони знецінюються. Тому банкноти сьогодні є фактично паперовими грошима.

## Цікаві факти
Перші банкноти у Європі з'явилися 16 липня 1661 року, їх випустив Стокгольмський банк.